# Проширена стварност
Проширена стварност (енгл. augumented reality) је трансформативна технологија која подразумева интеграцију 3Д виртуалних објеката у 3Д реално окружење у реалном времену. Интеграцијом дигиталних информација на реалан, физички свет, Аугментована реалност (којом се обично приступа преко паметних телефона, таблета, паметних (AR) наочара, побољшава човекову перцепцију и интеракцију са стварним светом, омогућавајући нове начине ангажовања и продуктивности.